# Besta deild kvenna
Die Besta deild kvenna ist die höchste Spielklasse im isländischen Frauenfußball. Sie wurde 1972 gegründet und umfasst heute zehn Mannschaften.

## Modus
Jede Mannschaft spielt im Verlauf einer Saison zweimal gegen jede andere Mannschaft. Somit kommt jede Mannschaft auf 18 Saisonspiele. Der Meister qualifiziert sich für die erste Runde der UEFA Women’s Champions League. Der Tabellenletzte steigt ab, während der Vorletzte eine Relegation gegen den Vizemeister der zweiten Liga spielt.

## Bisherige Meister
- 1972: FH Hafnarfjörður
- 1973: Ármann Reykjavík
- 1974: FH Hafnarfjörður
- 1975: FH Hafnarfjörður
- 1976: FH Hafnarfjörður
- 1977: Breiðablik Kópavogur
- 1978: Valur Reykjavík
- 1979: Breiðablik Kópavogur
- 1980: Breiðablik Kópavogur
- 1981: Breiðablik Kópavogur
- 1982: Breiðablik Kópavogur
- 1983: Breiðablik Kópavogur
- 1984: ÍA Akranes
- 1985: ÍA Akranes
- 1986: Valur Reykjavík
- 1987: ÍA Akranes
- 1988: Valur Reykjavík
- 1989: Valur Reykjavík
- 1990: Breiðablik Kópavogur
- 1991: Breiðablik Kópavogur
- 1992: Breiðablik Kópavogur
- 1993: KR Reykjavík
- 1994: Breiðablik Kópavogur
- 1995: Breiðablik Kópavogur
- 1996: Breiðablik Kópavogur
- 1997: KR Reykjavík
- 1998: KR Reykjavík
- 1999: KR Reykjavík
- 2000: Breiðablik Kópavogur
- 2001: Breiðablik Kópavogur
- 2002: KR Reykjavík
- 2003: KR Reykjavík
- 2004: Valur Reykjavík
- 2005: Breiðablik Kópavogur
- 2006: Valur Reykjavík
- 2007: Valur Reykjavík
- 2008: Valur Reykjavík
- 2009: Valur Reykjavík
- 2010: Valur Reykjavík
- 2011: UMF Stjarnan
- 2012: Þór/KA
- 2013: UMF Stjarnan
- 2014: UMF Stjarnan
- 2015: Breiðablik Kópavogur
- 2016: UMF Stjarnan
- 2017: Þór/KA
- 2018: Breiðablik Kópavogur
- 2019: Valur Reykjavík
- 2020: Breiðablik Kópavogur
- 2021: Valur Reykjavík
- 2022: Valur Reykjavík
- 2023: Valur Reykjavík
- 2024: Breiðablik Kópavogur

### Meiste Titel
- 19 Titel: Breiðablik Kópavogur
- 14 Titel: Valur Reykjavík
- 6 Titel: KR Reykjavík
- 4 Titel: FH Hafnarfjörður
- 4 Titel: UMF Stjarnan
- 3 Titel: ÍA Akranes
- 2 Titel: Þór/KA
- 1 Titel: Ármann Reykjavík

### Rekordmeister
- 1974: FH Hafnarfjörður (1)
- 1975: FH Hafnarfjörður und Ármann Reykjavík (je 1)
- 1976–1980: FH Hafnarfjörður (2–4)
- 1981: FH Hafnarfjörður und Breiðablik Kópavogur (je 4)
- seit 1982 Breiðablik Kópavogur (4–19)

## Teilnehmerübersicht
|         | Verein                     | ’72     | ’73     | ’74             | ’75 | ’76 | ’77 | ’78 | ’79 | ’80 | ’81 | ’82 | ’83     | ’84 | ’85 | ’86 | ’87 | ’88 | ’89 | ’90 | ’91 | ’92 | ’93 | ’94 | ’95 | ’96 | ’97 | ’98 | ’99 | ’00     | ’01     | ’02     | ’03     | ’04     | ’05 | ’06     | ’07     | ’08     | ’09     | ’10     | ’11     | ’12     | ’13     | ’14     | ’15     | Jahre |
| ------- | -------------------------- | ------- | ------- | --------------- | --- | --- | --- | --- | --- | --- | --- | --- | ------- | --- | --- | --- | --- | --- | --- | --- | --- | --- | --- | --- | --- | --- | --- | --- | --- | ------- | ------- | ------- | ------- | ------- | --- | ------- | ------- | ------- | ------- | ------- | ------- | ------- | ------- | ------- | ------- | ----- |
| [ * 1 ] | Verein                     | [ * 1 ] | [ * 1 ] | [ * 1 ] [ * 2 ] |     |     |     |     |     |     |     |     | [ * 1 ] |     |     |     |     |     |     |     |     |     |     |     |     |     |     |     |     |         |         |         |         |         |     |         |         |         |         |         |         |         |         |         | [ * 3 ] |       |
|         | UMF Afturelding            | –       | –       | –               | –   | –   | –   | –   | –   | –   | –   | –   | –       | –   | –   | –   | –   | –   | –   | –   | –   | –   | –   | –   | –   | 8   | –   | –   | –   | –       | –       | –       | –       | –       | –   | –       | –       | 6       | [ * 4 ] | 8       | 7       | 7       | 8       | 8       | 9       | 8     |
|         | Afturelding/Fjölnir        | –       | –       | –               | –   | –   | –   | –   | –   | –   | –   | –   | –       | –   | –   | –   | –   | –   | –   | –   | –   | –   | –   | –   | –   | –   | –   | –   | –   | –       | –       | –       | –       | –       | –   | –       | –       | –       | 8       | –       | –       | –       | –       | –       | –       | 1     |
|         | Ármann Reykjavík           | 2       | 1       | 6               | –   | –   | –   | –   | –   | –   | –   | –   | –       | –   | –   | –   | –   | –   | –   | –   | –   | –   | –   | –   | –   | –   | –   | –   | –   | –       | –       | –       | –       | –       | –   | –       | –       | –       | –       | –       | –       | –       | –       | –       | –       | 3     |
|         | BÍ Ísafjörður              | –       | –       | –               | –   | –   | –   | –   | –   | –   | –   | –   | –       | 6   | 8   | –   | –   | 7   | –   | –   | –   | –   | –   | –   | –   | –   | –   | –   | –   | –       | –       | –       | –       | –       | –   | –       | –       | –       | –       | –       | –       | –       | –       | –       | –       | 3     |
|         | Breiðablik Kópavogur       | 5       | 3       | 4               | 3   | 2   | 1   | 2   | 1   | 1   | 1   | 1   | 1       | 4   | 2   | 2   | 7   | –   | 4   | 1   | 1   | 1   | 2   | 1   | 1   | 1   | 2   | 3   | 2   | 1       | 1       | 2       | 4       | 4       | 1   | 2       | 3       | 3       | 2       | 3       | 6       | 5       | 5       | 2       | 1       | 43    |
|         | UMFS Dalvík                | –       | –       | –               | –   | –   | –   | –   | –   | –   | –   | –   | –       | –   | –   | –   | –   | –   | –   | –   | –   | –   | –   | 8   | –   | –   | –   | –   | –   | –       | –       | –       | –       | –       | –   | –       | –       | –       | –       | –       | –       | –       | –       | –       | –       | 1     |
|         | FH Hafnarfjörður           | 1       | 2       | 1               | 1   | 1   | 4   | 3   | 3   | 4   | 5   | 6   | –       | –   | –   | –   | –   | –   | –   | –   | –   | –   | –   | –   | –   | –   | –   | –   | –   | 8       | 7       | 7       | 6       | 6       | 7   | –       | –       | –       | –       | 9       | –       | 6       | 7       | 9       | –       | 21    |
|         | Fjölnir Reykjavík          | –       | –       | –               | –   | –   | –   | –   | –   | –   | –   | –   | –       | –   | –   | –   | –   | –   | –   | –   | –   | –   | –   | –   | –   | –   | –   | 8   | 8   | –       | –       | –       | –       | 8       | –   | –       | 7       | 10      | [ * 4 ] | –       | –       | –       | –       | –       | –       | 5     |
|         | Fram Reykjavík             | 3       | –       | 3               | 2   | 3   | 2   | 4   | 4   | –   | –   | –   | –       | –   | –   | –   | –   | 8   | –   | –   | –   | –   | –   | –   | –   | –   | –   | –   | –   | –       | –       | –       | –       | –       | –   | –       | –       | –       | –       | –       | –       | –       | –       | –       | –       | 8     |
|         | Fylkir Reykjavík           | –       | –       | –               | –   | –   | –   | –   | –   | –   | –   | –   | –       | –   | –   | –   | –   | –   | –   | –   | –   | –   | –   | –   | –   | –   | –   | –   | –   | –       | –       | –       | –       | –       | –   | 6       | 6       | 7       | 5       | 5       | 5       | 9       | –       | 5       | 6       | 9     |
|         | UMF Grindavík              | 4       | –       | 10              | 6   | –   | –   | –   | –   | –   | –   | –   | –       | –   | –   | –   | –   | –   | –   | –   | –   | –   | –   | –   | –   | –   | –   | –   | 7   | –       | 6       | 8       | –       | –       | 7   | 9       | –       | –       | [ * 4 ] | –       | –       | –       | –       | –       | –       | 8     |
|         | Grindavík/Reynir/Víðir     | –       | –       | –               | –   | –   | –   | –   | –   | –   | –   | –   | –       | –   | –   | –   | –   | –   | –   | –   | –   | –   | –   | –   | –   | –   | –   | –   | –   | –       | –       | –       | –       | –       | –   | –       | –       | –       | 7       | –       | –       | –       | –       | –       | –       | 1     |
|         | Haukar Hafnarfjörður       | 6       | 7       | 11              | 7   | –   | –   | –   | –   | –   | –   | –   | –       | –   | –   | 7   | –   | –   | –   | –   | –   | –   | –   | 6   | 8   | –   | 7   | 7   | –   | –       | –       | –       | [ * 4 ] | –       | –   | –       | –       | –       | –       | 10      | –       | –       | –       | –       | –       | 10    |
|         | Haukar/Þróttur             | –       | –       | –               | –   | –   | –   | –   | –   | –   | –   | –   | –       | –   | –   | –   | –   | –   | –   | –   | –   | –   | –   | –   | –   | –   | –   | –   | –   | –       | –       | –       | 8       | –       | –   | –       | –       | –       | –       | –       | –       | –       | –       | –       | –       | 1     |
|         | HK/Víkingur Reykjavík      | –       | –       | –               | –   | –   | –   | –   | –   | –   | –   | –   | –       | –   | –   | –   | –   | –   | –   | –   | –   | –   | –   | –   | –   | –   | –   | –   | –   | –       | –       | –       | –       | –       | –   | –       | –       | 9       | –       | –       | –       | –       | 9       | –       | –       | 2     |
|         | ÍF Höttur                  | –       | –       | –               | –   | –   | –   | –   | –   | –   | –   | –   | –       | 9   | –   | –   | –   | –   | –   | –   | –   | 8   | –   | 7   | –   | –   | –   | –   | –   | –       | –       | –       | –       | –       | –   | –       | –       | –       | –       | –       | –       | –       | –       | –       | –       | 3     |
|         | ÍA Akranes                 | –       | 4       | 2               | –   | –   | –   | –   | 5   | –   | 2   | 4   | 3       | 1   | 1   | 3   | 1   | 4   | 2   | 2   | 3   | 2   | 5   | 4   | 3   | 3   | 4   | 6   | 6   | 6       | –       | –       | –       | –       | 8   | 7       | –       | –       | –       | –       | –       | –       | –       | 10      | –       | 26    |
|         | ÍBA Akureyri               | –       | –       | –               | –   | –   | –   | –   | –   | –   | –   | –   | –       | –   | –   | –   | –   | –   | –   | –   | –   | –   | 7   | –   | 6   | 7   | 8   | –   | –   | –       | –       | –       | –       | –       | –   | –       | –       | –       | –       | –       | –       | –       | –       | –       | –       | 4     |
|         | ÍBV Vestmannaeyjar         | –       | –       | –               | –   | –   | –   | –   | –   | –   | –   | –   | –       | –   | –   | –   | –   | –   | –   | –   | –   | –   | –   | –   | 7   | 6   | 5   | 4   | 5   | 4       | 3       | 4       | 2       | 2       | 3   | –       | –       | –       | –       | –       | 3       | 2       | 3       | 6       | 5       | 16    |
|         | ÍR Reykjavík               | –       | –       | –               | –   | –   | –   | –   | –   | –   | –   | –   | –       | –   | –   | –   | –   | –   | –   | –   | –   | –   | –   | –   | –   | –   | –   | –   | –   | –       | –       | –       | –       | –       | –   | –       | 9       | –       | 9       | –       | –       | –       | –       | –       | –       | 2     |
|         | KA Akureyri                | –       | –       | –               | –   | –   | –   | –   | –   | –   | –   | –   | –       | 3   | 7   | –   | 4   | 5   | 5   | 6   | 7   | –   | –   | –   | –   | –   | –   | –   | –   | [ * 4 ] | [ * 4 ] | [ * 4 ] | [ * 4 ] | [ * 4 ] | –   | [ * 4 ] | [ * 4 ] | [ * 4 ] | [ * 4 ] | [ * 4 ] | [ * 4 ] | [ * 4 ] | [ * 4 ] | [ * 4 ] | [ * 4 ] | 7     |
|         | Keflavík ÍF                | 8       | 6       | 7               | 4   | –   | 6   | –   | –   | 3   | –   | –   | –       | –   | 6   | 5   | 6   | 6   | –   | –   | –   | –   | –   | –   | –   | –   | –   | –   | –   | –       | –       | –       | –       | –       | 5   | 5       | 4       | 8       | 10      | –       | –       | –       | –       | –       | –       | 15    |
|         | KR Reykjavík               | –       | –       | –               | –   | –   | –   | –   | –   | –   | 4   | 3   | 4       | 7   | 4   | 4   | 5   | 3   | 3   | 4   | 4   | 6   | 1   | 2   | 4   | 2   | 1   | 1   | 1   | 2       | 2       | 1       | 1       | 3       | 4   | 3       | 2       | 2       | 6       | 6       | 8       | 10      | –       | –       | 8       | 33    |
|         | Leiknir Reykjavík          | –       | –       | –               | –   | –   | –   | –   | –   | –   | 7   | –   | –       | –   | –   | –   | –   | –   | –   | –   | –   | –   | –   | –   | –   | –   | –   | –   | –   | –       | –       | –       | –       | –       | –   | –       | –       | –       | –       | –       | –       | –       | –       | –       | –       | 1     |
|         | UMF Selfoss                | –       | –       | –               | –   | –   | –   | –   | –   | –   | –   | –   | –       | –   | –   | –   | –   | –   | –   | –   | –   | –   | –   | –   | –   | –   | –   | –   | –   | –       | –       | –       | –       | –       | –   | –       | –       | –       | –       | –       | –       | 8       | 6       | 4       | 3       | 4     |
|         | UMF Stjarnan               | –       | 8       | 9               | 8   | 5   | –   | –   | –   | –   | –   | –   | –       | –   | –   | –   | 3   | 2   | 7   | –   | –   | 4   | 3   | 5   | 5   | 5   | 6   | 5   | 4   | 3       | 5       | 6       | 5       | 5       | 6   | 4       | 5       | 5       | 4       | 4       | 1       | 3       | 1       | 1       | 2       | 31    |
|         | UMF Súlan (Stöðvarfjörður) | –       | –       | –               | –   | –   | –   | –   | –   | –   | –   | –   | –       | 8   | –   | –   | –   | –   | –   | –   | –   | –   | –   | –   | –   | –   | –   | –   | –   | –       | –       | –       | –       | –       | –   | –       | –       | –       | –       | –       | –       | –       | –       | –       | –       | 1     |
|         | Þór Akureyri               | –       | –       | –               | –   | –   | –   | –   | –   | –   | –   | –   | –       | 2   | 5   | 6   | 8   | –   | 6   | 5   | 5   | 7   | –   | –   | –   | –   | –   | –   | –   | [ * 4 ] | [ * 4 ] | [ * 4 ] | [ * 4 ] | [ * 4 ] | –   | [ * 4 ] | [ * 4 ] | [ * 4 ] | [ * 4 ] | [ * 4 ] | [ * 4 ] | [ * 4 ] | [ * 4 ] | [ * 4 ] | [ * 4 ] | 8     |
|         | Þór/KA                     | –       | –       | –               | –   | –   | –   | –   | –   | –   | –   | –   | –       | –   | –   | –   | –   | –   | –   | –   | –   | –   | –   | –   | –   | –   | –   | –   | –   | 7       | 8       | 5       | 7       | 7       | –   | 8       | 8       | 4       | 3       | 2       | 4       | 1       | 4       | 3       | 4       | 15    |
|         | Þróttur Reykjavík          | 7       | 5       | 5               | 5   | –   | –   | –   | –   | –   | –   | –   | –       | –   | –   | –   | –   | –   | –   | –   | 6   | 5   | 6   | –   | –   | –   | –   | –   | –   | –       | –       | –       | [ * 4 ] | –       | –   | –       | –       | –       | –       | –       | 10      | –       | 10      | –       | 10      | 10    |
|         | Týr Vestmannaeyjar         | –       | –       | –               | –   | –   | –   | –   | –   | –   | –   | –   | –       | –   | –   | –   | –   | –   | –   | –   | 8   | –   | –   | –   | –   | –   | –   | –   | –   | –       | –       | –       | –       | –       | –   | –       | –       | –       | –       | –       | –       | –       | –       | –       | –       | 1     |
|         | Valur Reykjavík            | –       | –       | –               | –   | –   | 3   | 1   | 2   | 2   | 3   | 2   | 2       | 5   | 3   | 1   | 2   | 1   | 1   | 3   | 2   | 3   | 4   | 3   | 2   | 4   | 3   | 2   | 3   | 5       | 4       | 3       | 3       | 1       | 2   | 1       | 1       | 1       | 1       | 1       | 2       | 4       | 2       | 7       | 7       | 39    |
|         | Víðir Reykjavík            | –       | –       | 8               | –   | 4   | 5   | –   | –   | –   | 8   | –   | 6       | –   | –   | –   | –   | –   | –   | –   | –   | –   | –   | –   | –   | –   | –   | –   | –   | –       | –       | –       | –       | –       | –   | –       | –       | –       | [ * 4 ] | –       | –       | –       | –       | –       | –       | 5     |
|         | Víkingur Reykjavík         | –       | –       | –               | –   | –   | –   | –   | –   | –   | 6   | 5   | 5       | 10  | –   | –   | –   | –   | –   | –   | –   | –   | –   | –   | –   | –   | –   | –   | –   | –       | –       | –       | –       | –       | –   | –       | –       | [ * 4 ] | –       | –       | –       | –       | [ * 4 ] | –       | –       | 4     |

Anmerkungen
1. 1 2 3 4 5  Platzierungen 3–11 durch Punktquotienten ermittelt
2. ↑  drei Ergebnisse unbekannt, Platzierungen daher vorläufig
3. ↑  einschließlich 2015
4. 1 2 3 4 5 6 7 8 9 10 11 12  als Teil einer Spielgemeinschaft in der Liga vertreten
5. ↑  fusionierte 2006 mit UMF Bolungarvík zu BÍ/Bolungarvík
6. ↑  bis 1994 unter dem Namen ÍBK Keflavík
7. ↑  fusionierte 1996 mit Þór Vestmannaeyjar zu ÍBV Vestmannaeyjar